# Vila de São Sebastião
Vila de São Sebastião es una freguesia portuguesa del concelho de Angra do Heroísmo, con 24,36 km² de superficie y 1.984 habitantes (2001). Su densidad de población es de 81,4 hab/km².